# 이순애
이순애(李順愛, 1914년~1973년 이후)는 서울보건전문대학 초대 학장이다.

## 생애
1914년 2남 2녀 중 장녀이자 셋째로 태어났다.
1928년 제일여자중학교에서 시험을 봤지만 낙방했고 이듬해인 1929년 동생 이순영과 같이 동덕여자중학교에 입학했다.
1967년경 서울보건전문대학 초대 학장으로 취임했다.
1973년 자신의 가정사를 밝히는 인터뷰를 한 후 행적은 알려지지 않았다.